# Pensacola murina
Pensacola murina är en spindelart som beskrevs av Simon 1902. Pensacola murina ingår i släktet Pensacola och familjen hoppspindlar. Inga underarter finns listade i Catalogue of Life.